# 봉수교회

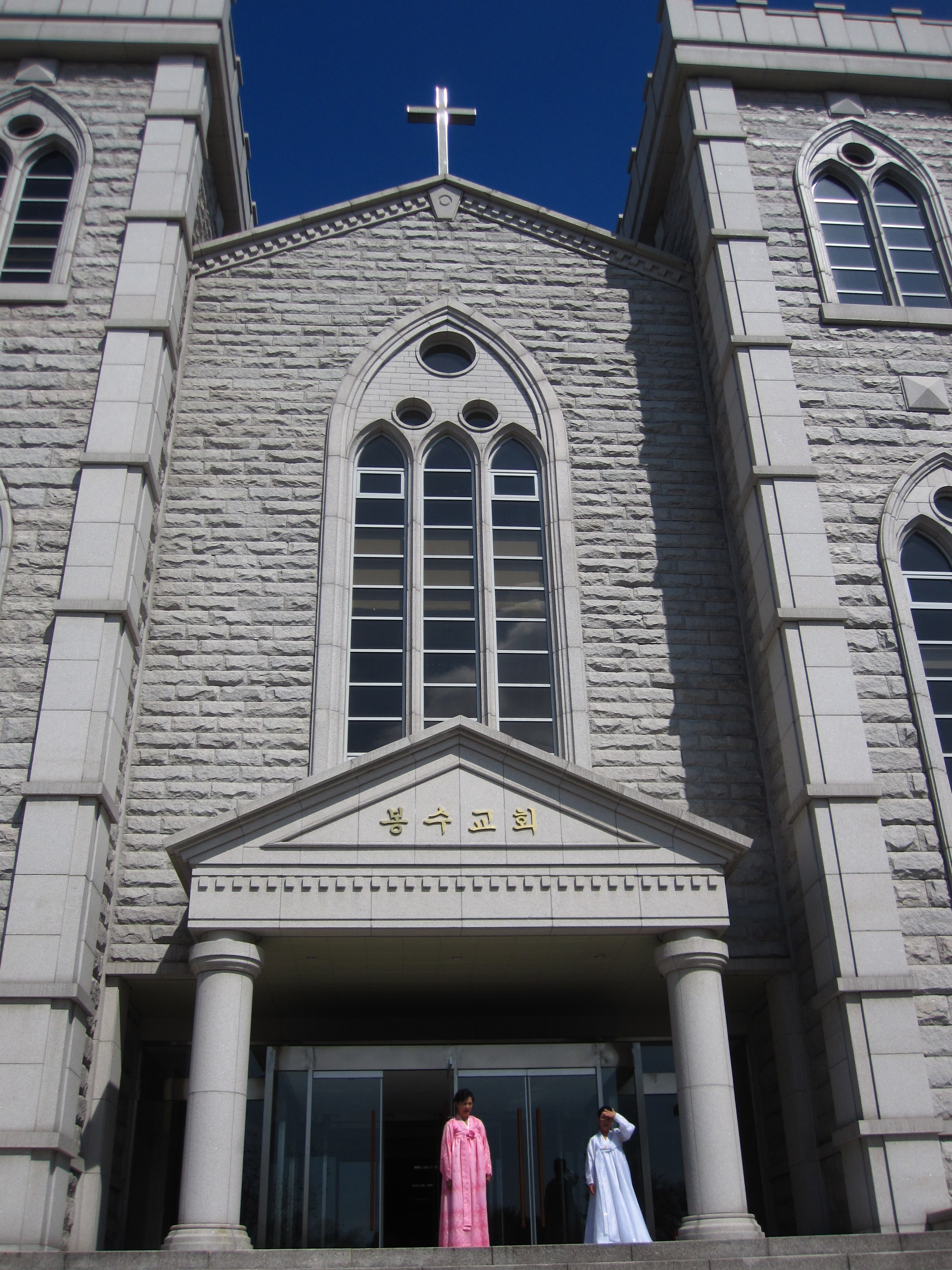

봉수교회(鳳岫敎會)는 조선민주주의인민공화국 평양직할시 보통강변에 있는 교회로 조선그리스도교연맹 소속이다.

## 교회로서의 기능 논란
조선민주주의인민공화국은 헌법상으로 종교의 자유를 인정하고 있으나 실질적으로는 불법인 이유로 봉수교회가 교회로서의 기능을 하고 있는지에 대한 논란이 있다. 조선민주주의인민공화국의 전도사로 지낸 리성숙은 "하나님은 곧 김일성 주석님이다."라 하고, 또한 예수의 부활을 부정하면서 기독교에 어긋나는 발언을 하였으며 이제 만나러 갑니다에 출연한 북한이탈주민에 따르면 신자들이 통일선전부 대남공작원이라고 증언하였다.

## 같이 보기
- 칠골교회